# Dilham
Dilham is een civil parish in het bestuurlijke gebied North Norfolk, in het Engelse graafschap Norfolk met 319 inwoners.